# Роман Фрідман
Роман Фрідман (29 лютого 1948, Варшава)  — американський і польський економіст Нью-Йоркського університету, автор понад десяти книг, присвячених макроекономічній теорії та приватизації.

## Праці
Дослідження Фрідмана, прикладом яких є його дві нещодавні книги з Майклом Д. Голдбергом «Недосконала економіка знань: обмінні курси та ризик» (Princeton University Press, 2007) та «Поза межами механічних ринків: ціна активів, коливання, ризик і роль держави» (Princeton University Press, 2011), стверджує, що ринки не можна точно передбачити за допомогою детермінованих моделей оптимізації, особливо моделей, які пропагують прихильники гіпотези раціональних очікувань. Швидше Фрідман стверджує, що прогнозні моделі повинні враховувати роль випадкових подій, ірраціональності, недосконалих знань і спілкування між учасниками ринку. «Економіка недосконалих знань» представляє модель, яку багато критиків описують як не тільки більш гнучку, але й більш передбачувану для емпіричних подій.
Фрідман покинув Польщу в 1968 році після антисемітської кампанії Польського маршу. Він навчався на бакалавраті фізики та математики в Cooper Union, який закінчив у 1971 році. Здобувши ступінь магістра математики та інформатики в Нью-Йоркському університеті в 1973 році, він почав вивчати економіку в Колумбійському університеті, здобувши другий ступінь магістра в 1976 році та доктора філософії у 1978 році. Після багатьох років роботи в Центральній Європі він повернувся до Нью-Йоркського університету як викладач у 1995 році. У 2001 році він заснував Центр капіталізму та суспільства в Колумбійському університеті разом зі своїм постійним співробітником, лауреатом Нобелівської премії Едмундом Фелпсом.